# Aron Gurévitx
Aron Iàkovlevitx Gurévitx (en rus Арон Яковлевич Гуревич) (Moscou, 12 de maig del 1924 - 5 d'agost del 2006) fou un important historiador rus que va treballar sobre la cultura i l'individu medievals.

## Biografia
Aron Gurévitx va néixer a Moscou al si d'una vella família russojueva. Després de la seva confirmació secundària, va iniciar els estudis d'història a la Universitat de Moscou i va llicenciar-s'hi el 1946. Quatre anys després, va defensar un gran treball medievalista: Camperols del sud d'Anglaterra durant el període prenormand. Fou nomenat lector a Kalinin (Tver). Més endavant, després de redactar una tesi sobre els normands entre els segles ix i xii, fou nomenat professor d'aquesta universitat el 1963.
El 1966 Gurévitx s'incorporà a l'Institut de Filosofia de Moscou, on començà a desenvolupar una important tasca de revisió historiogràfica. Comptà amb el suport directe de Jacques Le Goff i Georges Duby, fins al punt que ell mateix es considerava membre de l'Escola dels Annals. Tanmateix, fou influït pel crític cultural i literari Mikhaïl Bakhtín, un dels més grans humanistes russos del segle xx.
El 1969, amb la publicació de Problemes sobre els orígens del feudalisme a l'Europa Occidental, plantejà dubtes en la teoria dels orígens del feudalisme, tal com s'escrivia a la historiografia oficial soviètica, en oferir una visió total d'aquella cultura: idees dels homes sobre la terra, sistema de dons i intercanvis, ritus, etc. Fins al 1992, Gurévitx treballà a l'Institut d'Història de Moscou, tot i que se n'anà a l'estranger des del 1989 al 1991, gràcies a la perestroika. El 1993 encapçalà l'Institut d'Història Mundial de la Universitat de Moscou.
Per a ell, el coneixement històric és sobretot un diàleg intercultural, com va saber fer al llarg de la seva vida. Ha publicat nombroses obres d'història social i cultural, així com llibres metodològics de la seva especialitat.